# Paralastor xanthus
Paralastor xanthus är en stekelart som beskrevs av Giordani Soika 1977. Paralastor xanthus ingår i släktet Paralastor och familjen Eumenidae. Inga underarter finns listade i Catalogue of Life.